# Machabeusze

Fazy ekspansji Państwa Machabeuszy

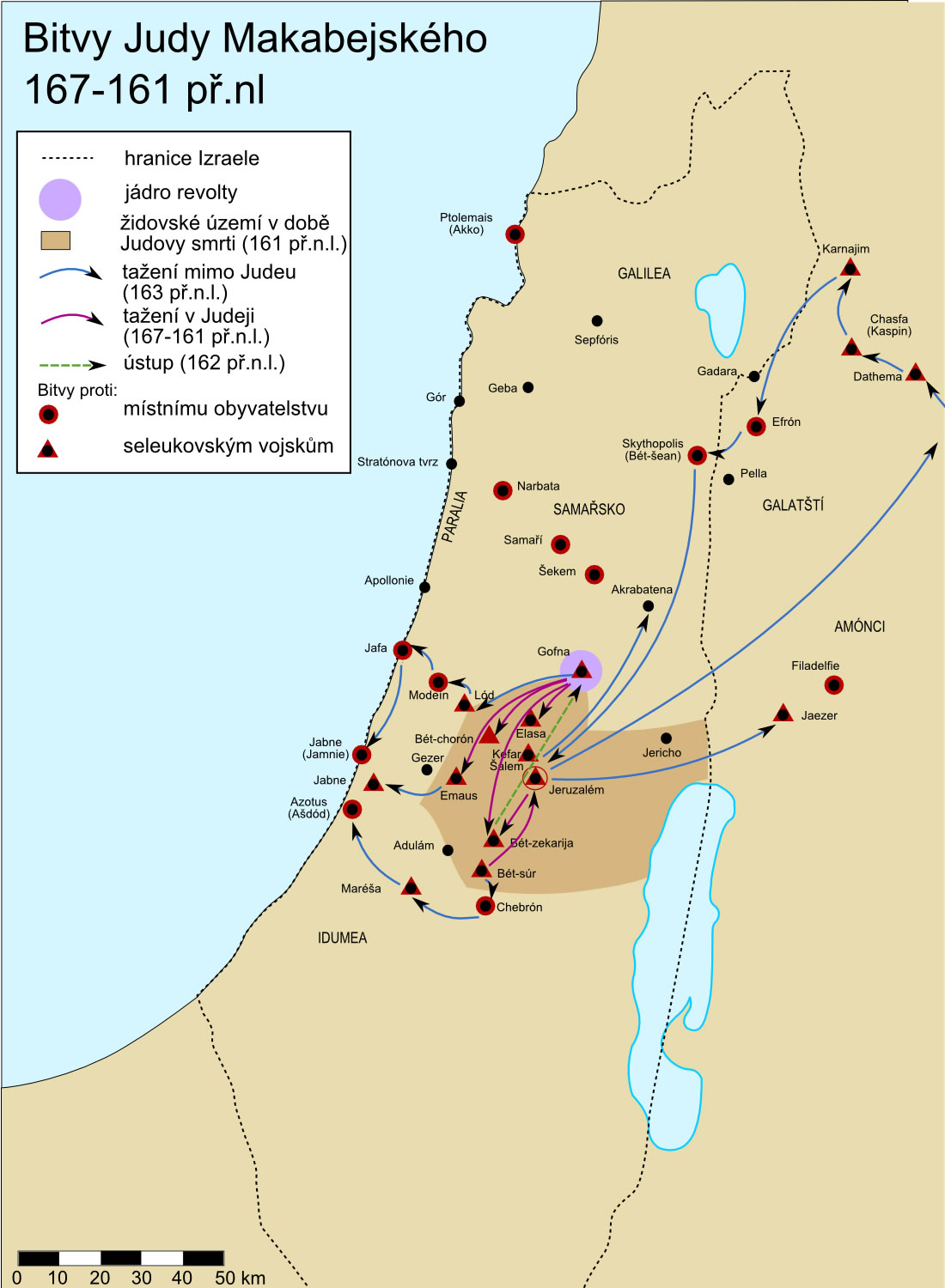
Bitwy Judy Machabeusza (167–161 p.n.e.)

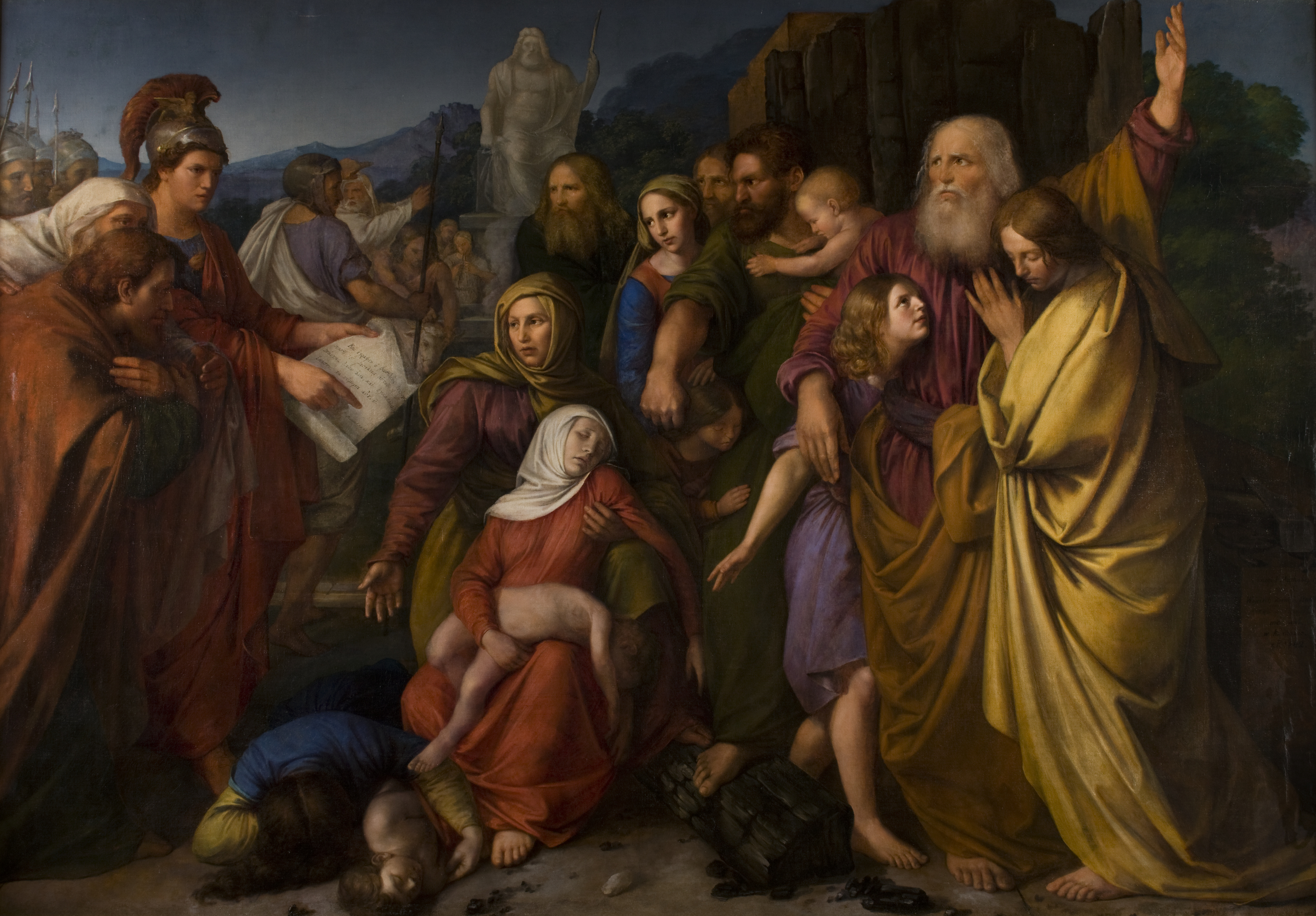
Wojciech Stattler, Machabeusze

Machabeusze, znani również jako Hasmoneusze (hebr. ‏מַכַּבִּים‎ lub ‏מקבים‎, Makabim) – judejski ród kapłański, a po powstaniu Machabeuszy – dynastia panująca w Judei (147–37 p.n.e.).

## Historia
W 168 p.n.e., po udanej inwazji na królestwo Ptolemeuszy (najwyraźniej bez pomocy żydowskiej), Antioch IV został przekonany przez Republikę Rzymską do wycofania się. Według Liwiusza: Kiedy jednak przekroczył rzekę pod Eleusyną (...) zaszli mu drogę legaci rzymscy. Podchodzących do niego pozdrowił i podał rękę Popiliuszowi, ale Popiliusz wręczył mu pismo senatu i to kazał nasamprzód przeczytać. Król przeczytał i powiedział, że zastanowi się wraz z przyjaciółmi, co ma robić. Wtedy Popiliusz, zgodnie ze zwykłą swego usposobienia surowością, zakreślił rózgą, którą trzymał w ręce, wokół niego linię i rzekł: ,,Zanim z tego koła wyjdziesz, odpowiedz, co mam oznajmić senatowi”. Wprowadzony w osłupienie tym tak gwałtownym rozkazem zawahał się chwilę, po czym odpowiedział: „Postąpię zgodnie z opinią senatu”. Wracając w stronę Antiochii, Antioch obległ Jerozolimę i ograbił jej Świątynię, dokonując rzezi wielu żydów:
Po zwycięstwie nad Egiptem w sto czterdziestym trzecim roku [169 p.n.e.] Antioch wycofał się i z wielkim wojskiem wyruszył przeciw Izraelowi i przeciwko Jerozolimie. W swojej pysze wtargnął do świątyni i zabrał złoty ołtarz i świecznik razem z tym wszystkim, co do niego należało, stół pokładny, naczynia do ofiar płynnych, czasze, złote kadzielnice, zasłonę, wieńce, złote ozdoby świątynnej fasady – i wszystko połamał. Zabrał srebro, złoto i kosztowne naczynia; zabrał też ukryte skarby, które odnalazł. Zabrawszy to wszystko, odszedł do swojego kraju, a [w Jerozolimie] uczynił rzeź i przemawiał z ogromną pychą. Na Izraela zaś spadła głęboka żałoba po wszystkich ich siedzibach;
Wprowadził wtedy podatek i zbudował fortece w Jerozolimie. Antioch próbował zakazać publicznego świętowania żydowskiego prawa, najprawdopodobniej w celu zapewnienia sobie kontroli nad żydami, profanując Wzgórze Świątynne poprzez ustanowienie tam bałwana, oraz zakazując obrzezania i posiadania Tory, pod karą śmierci. Według Józefa Flawiusza:
Antiocha nie zadowoliło ani tak niespodziewane zawładnięcie miastem, ani jego splądrowanie, ani tak wielka masakra. Działając pod wpływem niepohamowanych namiętności i dobrze pamiętając o trudach poniesionych podczas oblężenia, zmuszał Żydów, aby łamiąc prawo ojczyste pozostawiali niemowlęta nie obrzezanymi i składali na ołtarzu ofiary ze świń.
Zakazał także przestrzegania Szabatu i ofiarowania całopaleń w Świątyni Jerozolimskiej oraz wymagał od żydowskich przywódców składania ofiar bałwanom. Egzekucje karne również zostały wprowadzone.

## Powstanie Machabeuszy
Księgi Prawa, które znaleziono, darto w strzępy i palono ogniem. Wyrok królewski pozbawiał życia tego, u kogo gdziekolwiek znalazła się Księga Przymierza albo jeżeli ktoś postępował zgodnie z nakazami Prawa. Tak z miesiąca na miesiąc [Uroczystość królewskich urodzin obchodzono każdego miesiąca] stosowano przemoc przeciw Izraelowi, przeciwko każdemu, kogokolwiek udało im się pochwycić w miastach. Dnia dwunastego piątego miesiąca [Kislew] składano ofiary na ołtarzu, który wzniesiono na ołtarzu całopalenia. Wtedy to na mocy królewskiego dekretu wymordowano kobiety, które obrzezały swoje dzieci. I powieszono im niemowlęta na szyjach. A także [zabito] domowników i tych, którzy dokonywali na nich obrzezania. Wielu jednak spomiędzy Izraelitów postanowiło sobie i mocno trzymało się swego postanowienia, że nie będą jeść nieczystych pokarmów. Woleli raczej umrzeć, aniżeli skalać się pokarmem i zbezcześcić święte przymierze. Oddali też swoje życie. Wielki gniew [Boży] strasznie zaciążył nad Izraelem.
Gdy w Świątyni Jerozolimskiej Grecy zbudowali ołtarz ku czci Zeusa Olimpijskiego, Żydzi podnieśli bunt pod wodzą Judy Machabeusza. W 164 p.n.e. Juda triumfalnie wkroczył do zdobytej Jerozolimy, dokonując ponownego poświęcenia odbudowanej Świątyni Jerozolimskiej. Według podań nastąpił wówczas cud, gdyż jednodniowe zapasy oliwy do palenia w menorze, wystarczyły na dni osiem. Stąd powstało święto żydowskie Chanuki:
Dwudziestego piątego dnia dziewiątego miesiąca, to jest miesiąca Kislew, sto czterdziestego ósmego roku [W grudniu 164 p.n.e.] wstali wcześnie rano i zgodnie z Prawem złożyli ofiarę na nowym ołtarzu całopalenia, który wybudowali. Dokładnie w tym samym czasie i tego samego dnia, którego poganie go zbezcześcili, został on na nowo poświęcony przy śpiewie pieśni i grze na cytrach, harfach i cymbałach. (...) Juda zaś, jego bracia i całe zgromadzenie Izraela postanowili, że uroczystość poświęcenia ołtarza będą z weselem i radością obchodzili z roku na rok przez osiem dni, począwszy od dnia dwudziestego piątego miesiąca Kislew.

## Genealogia Machabeuszy
```
Aaron

x Elżbeta
│
└─>
Eleazar

   x NN
   │
   └─>
Fineasz
, arcykapłan świątyni Jerozolimskiej
      x NN
      │
      └─>Achitub, arcykapłan świątyni Jerozolimskiej
         x NN
         │
         └─>
Achimelek
, arcykapłan świątyni Jerozolimskiej
            x NN
            │
            └─>
Abiatar
, arcykapłan świątyni Jerozolimskiej
               x NN
               │
               └─>Jachin, kapłan żydowski
                  x NN
                  │
                  └─>Joarib, kapłan żydowski
                     x NN
                     │
                     └─>Idasz, kapłan żydowski
                        x NN
                        │
                        └─>Hasmoneusz, kapłan żydowski
                           x NN
                           │
                           └─>Szymon Hasmoneusz, kapłan żydowski
                              x NN
                              │
                              └─>Jan Hasmoneusz, kapłan żydowski
                                 x NN
                                 │
                                 └─>
Matatiasz Hasmoneusz
, kapłan żydowski, inicjator wybuchu powstania Machabeuszy
                                    x NN
                                    │
                                    ├─>
Jan Machabeusz

                                    │
                                    ├─>
Szymon Machabeusz
 (zm. 
135 p.n.e.
), arcykapłan świątyni Jerozolimskiej, etnarcha Judei
                                    │  x NN
                                    │  │
                                    │  ├─>Juda Machabeusz
                                    │  │
                                    │  ├─>Matatiasz Machabeusz (zm. 
135 p.n.e.
)
                                    │  │
                                    │  ├─>
Jan Hirkan I
 (zm. 
104 p.n.e.
), arcykapłan świątyni Jerozolimskiej, etnarcha Judei
                                    │  │  x Arisone
                                    │  │  │
                                    │  │  ├─>Antygon (zm. 
107 p.n.e.
)
                                    │  │  │
                                    │  │  ├─>
Arystobul I
 (zm. 
103 p.n.e.
), arcykapłan świątyni Jerozolimskiej, król Judei
                                    │  │  │  x 
Aleksandra Salome
 (
139 p.n.e.
-
67 p.n.e.
), królowa Judei
                                    │  │  │
                                    │  │  └─>
Aleksander Jannaj
 (zm. 
76 p.n.e.
), arcykapłan świątyni Jerozolimskiej, król Judei
                                    │  │    x 
Aleksandra Salome
 (
139 p.n.e.
-
67 p.n.e.
), królowa Judei
                                    │  │    │
                                    │  │    ├─>
Jan Hirkan II
 (zm. 
30 p.n.e.
), arcykapłan świątyni Jerozolimskiej, etnarcha Judei
                                    │  │    │ x NN
                                    │  │    │ │
                                    │  │    │ └─>
Aleksandra
 (zm. 
27 p.n.e.
)
                                    │  │    │    x 
Aleksander
 (zm. 
48 p.n.e.
)
                                    │  │    │
                                    │  │    └─>
Arystobul II
 (zm. 
49 p.n.e.
), arcykapłan świątyni Jerozolimskiej, król Judei
                                    │  │       x NN
                                    │  │       │
                                    │  │       ├─>
Aleksander
 (zm. 
48 p.n.e.
)
                                    │  │       │  x 
Aleksandra
 (zm. 
27 p.n.e.
)
                                    │  │       │  │
                                    │  │       │  ├─>
Mariamme I
 (
53 p.n.e.
-
28 p.n.e.
)
                                    │  │       │  │ x 
Herod Wielki
 (
72 p.n.e.
-
4 p.n.e.
), namiestnik Galilei, Celesyrii i Samarii, król Judei
                                    │  │       │  │
                                    │  │       │  ├─>
Arystobul III
, arcykapłan świątyni Jerozolimskiej
                                    │  │       │  │
                                    │  │       │  └─>córka (ur. 
50 p.n.e.
)
                                    │  │       │     x 
Feroras
 (
65 p.n.e.
-
7 p.n.e.
), tetrarcha Perei
                                    │  │       │
                                    │  │       ├─>
Aleksandra

                                    │  │       │ x Filipion, syn Ptolemeusza, króla Chalkis
                                    │  │       │ x Ptolemeusz, król Chalkis.
                                    │  │       │
                                    │  │       ├─>córka
                                    │  │       │
                                    │  │       └─>
Antygon
 (zm. 
37 p.n.e.
), arcykapłan świątyni Jerozolimskiej, król Judei
                                    │  │
                                    │  └─>córka
                                    │     x Ptolemeusz, wódz wyżyny Jerycha
                                    │
                                    ├─>
Juda Machabeusz

                                    │
                                    ├─>
Eleazar Machabeusz
 (zm. 
164 p.n.e.
)
                                    │
                                    └─>
Jonatan Machabeusz
 (zm. 
143 p.n.e.
), arcykapłan świątyni Jerozolimskiej
                                      │
                                      └─>córka
                                          x Mattias
```

## Przypisy

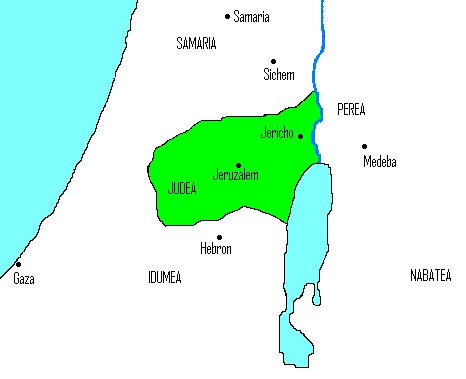
Judea za Judy Machabeusza
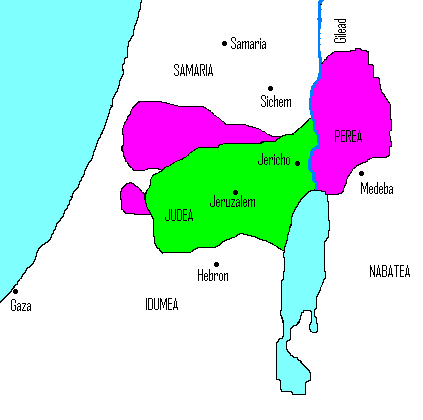
Podboje Jonatana Machabeusza
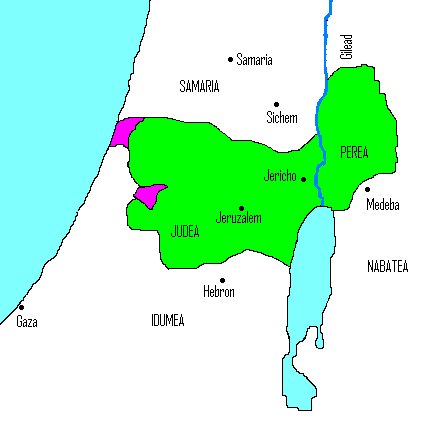
Podboje Szymona Machabeusza
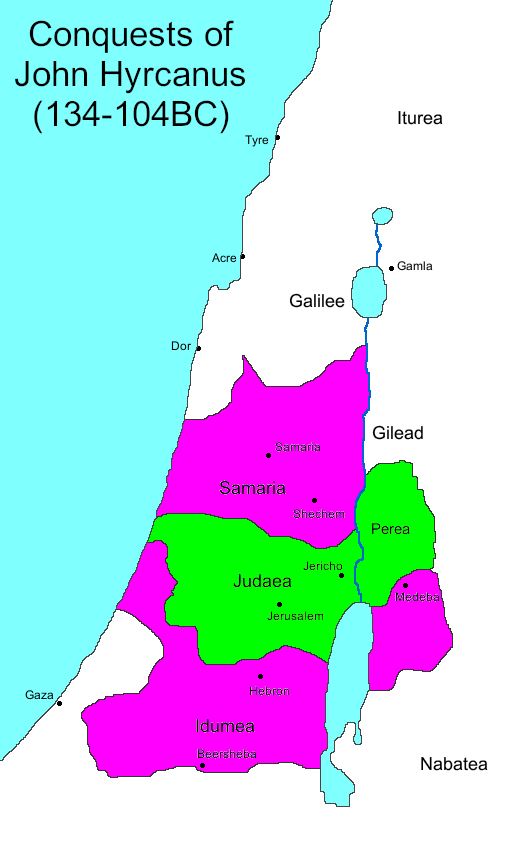
Podboje Jana Hirkana I
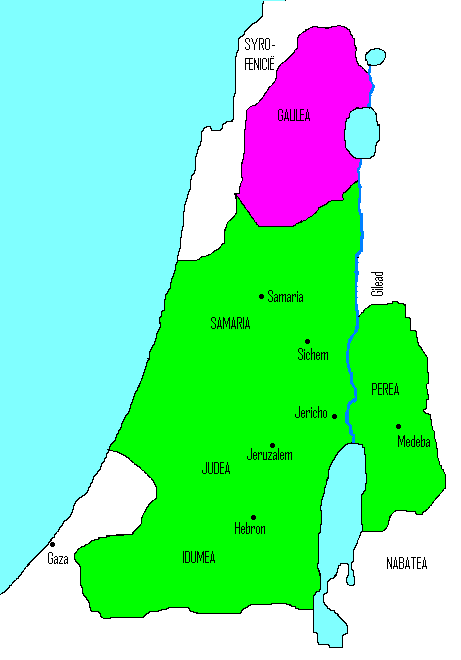
Podboje Arystobula I
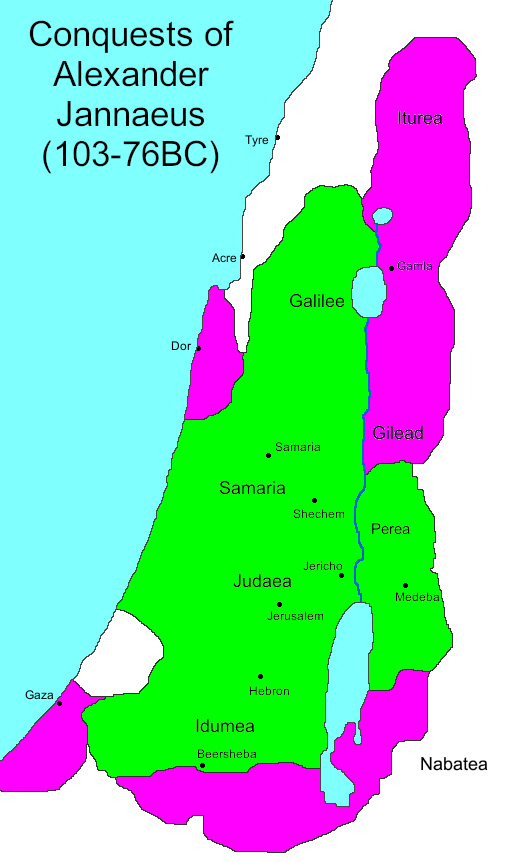
Podboje Aleksandra Jannaja
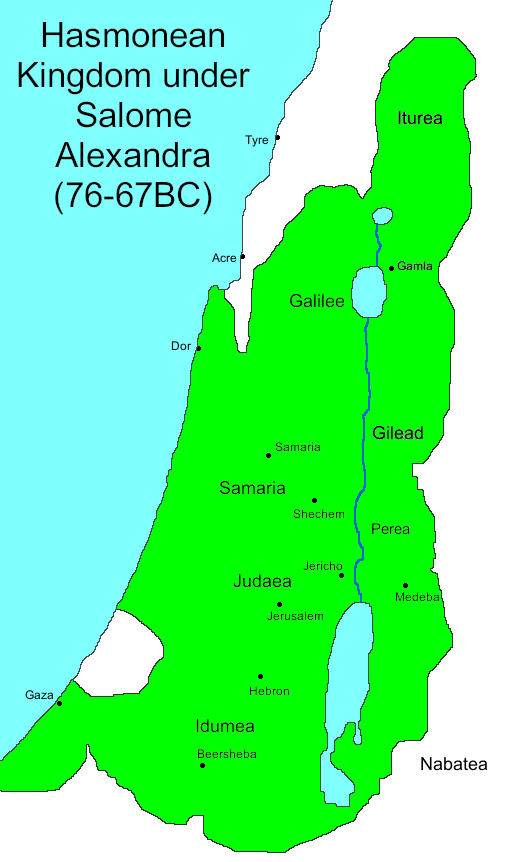
Państwo Machabeuszy za Aleksandry Salome
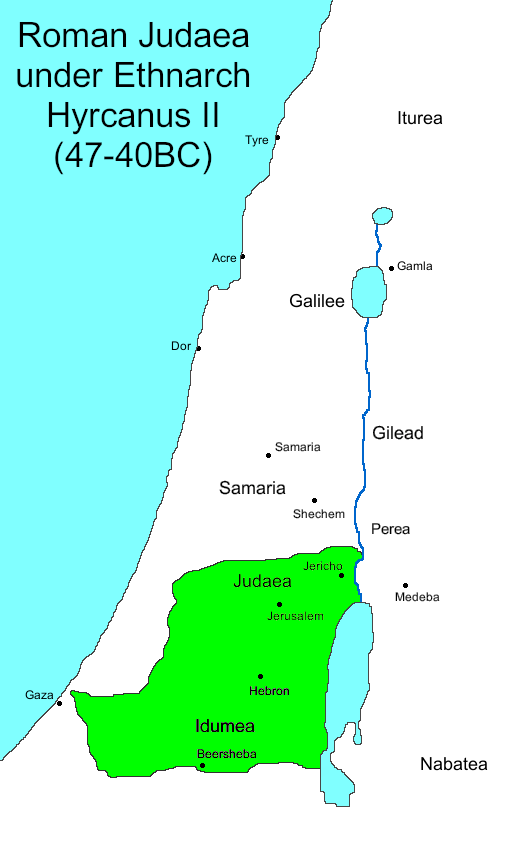
Rzymska Judea za Jana Hyrkana II